# Contea di Lhatse
La contea di Lhatse (拉孜县S, Lāzī XiànP) o contea di Lhazê è una contea della Cina, situata nella Regione Autonoma del Tibet e amministrata dalla prefettura di Shigatse.